# Herford
Herford − miasto powiatowe w Niemczech, w kraju związkowym Nadrenia Północna-Westfalia, w rejencji Detmold, siedziba powiatu Herford. Leży niedaleko Bielefeldu.
W 2013 miejscowość liczyła 65 135 mieszkańców. Dla porównania, w połowie 2012 było ich 65 113, zaś w 1970 około 65400.
W Herfordzie rozwinął się przemysł włókienniczy, drzewny, odzieżowy, maszynowy oraz spożywczy.
W mieście znajduje się stacja kolejowa Herford.

## Urodzeni w mieście
- Hermann Berghaus – niemiecki kartograf
- Karl Ludwig von Oppeln-Bronikowski – generał pruski
- Matthäus Daniel Pöppelmann – architekt warszawski
- Hans-Heinrich Reckeweg – niemiecki lekarz homeopata
- Otto Weddigen – niemiecki oficer marynarki
- Erich Zepler – brytyjski i niemiecki fizyk i szachista
- Thomas Helmer – niemiecki piłkarz, wielokrotny reprezentant kraju.
- Marian Gold – niemiecki wokalista, kompozytor, lider zespołu Alphaville

## Współpraca
Miejscowości partnerskie:
- Celle, Dolna Saksonia
- Fredericia, Dania
- Gorzów Wielkopolski, Polska[3]
- Hameln, Dolna Saksonia
- Hann. Münden, Dolna Saksonia
- Hinckley, Wielka Brytania
- Leutesdorf, Nadrenia-Palatynat
- Manavgat, Turcja
- Quedlinburg, Saksonia-Anhalt
- Quincy, Stany Zjednoczone
- Vodice, Chorwacja
- Mirsk, Polska